# Grb Občine Razkrižje
Grb občine Razkrižje je upodobljen na ščitu poznogotskega stila, sanitske oblike. Ščit je deljen v talni trn in ima belo, modro in rdeče barvno polje. V belem polju je upodobljen zeleni trohrib, izpod katerega pada v šestih modrih pramenih izvirajoča voda, v odprte dlani v dnu polja. V modrem polju stoji čelno upodobljena razkriška cerkev v srebrni barvi. Cerkev ima po en pilaster na desni in levi strani čelnega zidu ter prečno dvojno emporo v višini strehe. Zvonik je postavljen središčno in je z dvojnimi delitvami nanizan v tri nadstropja; v pritličju ima polkrožna zlata vrata, v vsakem nadstropju pa po eno, zgoraj polkrožno zaključeno zlato lino. Cerkev pokriva rdeča koničasta streha z zlato kroglo in srebrnim križem na njeni konici. V spodnjem, rdečem polju, je upodobljen bel latinski križ.
Zlati trak, ki ga nosi ščit ob svojih zunanjih robovih, lahko služi le kot grbovni okras.